# Ohaba Română, Timiș
Ohaba Română este un sat în comuna Ohaba Lungă din județul Timiș, Banat, România.

## Localizare
Ohaba Română se situează în nord-estul județului Timiș, la limita dintre acesta și județul Arad, într-o zonă deluroasă (Dealurile Lipovei), relativ izolată de centrele economice sau de arterele rutiere cele mai importante. Satul este accesibil numai pe drumuri comunale. Cele mai apropiate centre urbane sunt la circa 30 km distanță: municipiul Lugoj la sud și orașul Făget la sud-est. Față de municipiul Timișoara, distanța pe șosea este de circa 70-80 km.

## Istorie

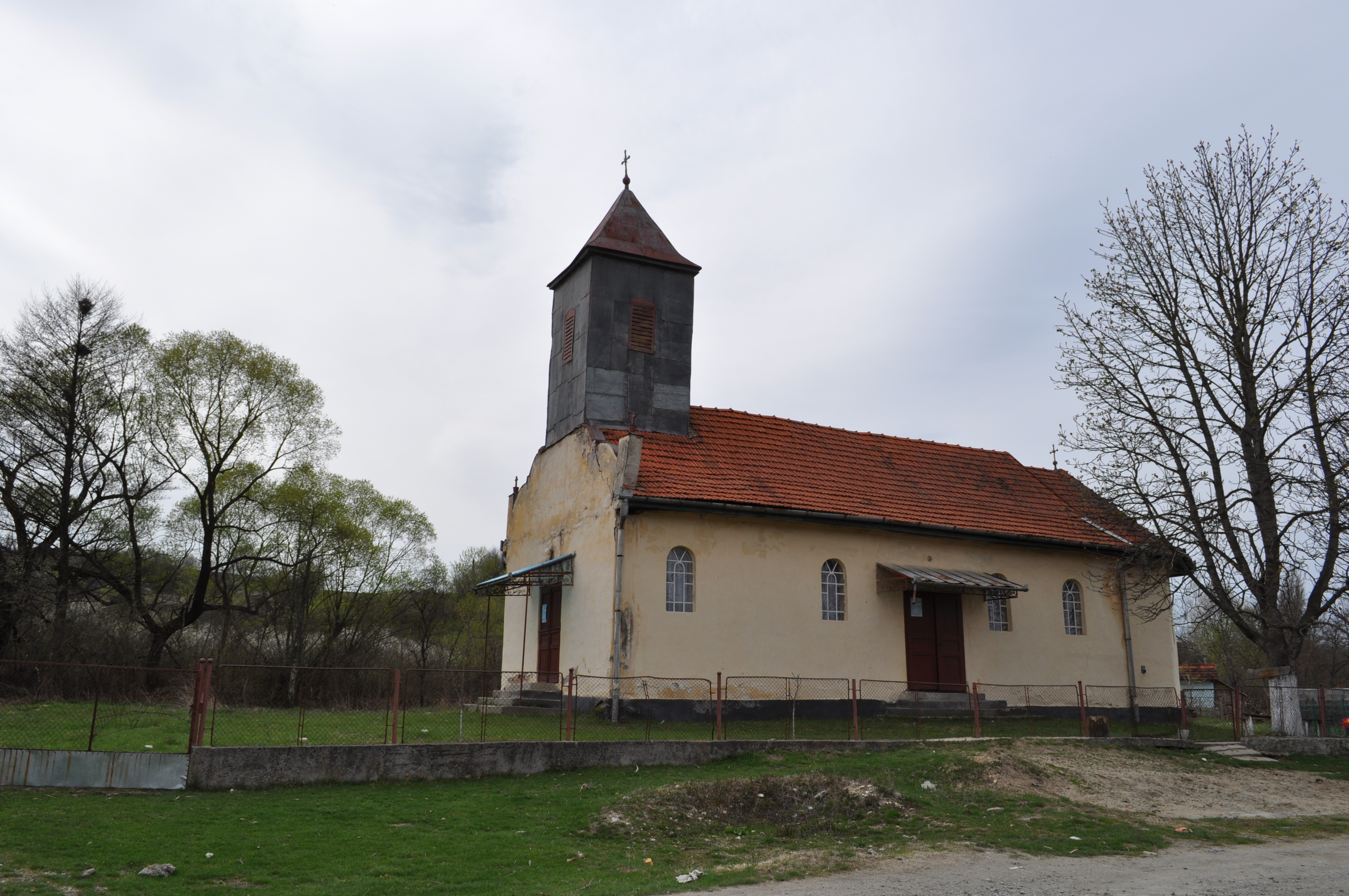
Biserica ortodoxă

În trecut a fost cunoscută sub numele Ohaba Sârbească. Primele mențiuni documentare datază din secolul XV. O diplomă maghiară de la 1427 menționează pe această locație satul Ohaba . Conform conscripției din 1717 apare cu numele Hoaba, avea 11 case și aparținea districtului Lipova. Administrația habsburgică a susținut însă că satul s-a reînființat în secolul XVII întrucât satul a fost dat drept moștenire ereditară unui sârb. Din acest motiv a fost numită "sârbească" însă acest adjectiv este impropriu, întrucât satul a fost din totdeauna unul românesc. Cu toate acestea numele vechi s-a perpetuat pentru mult timp. În secolul XIX, administrația maghiară stabilise numele Ohabaszerbaszka, iar la începutul secolului XX i-a schimbat numele în Racszabadi, ambele traduceri ale numelui „Ohaba Sârbească”. După unirea Banatului cu România, numele i s-a schimbat în măsură să reflecte caracterul românesc al satului.
Până la 1850 a fost proprietate erarială. Atunci trece în posesia familiei Mocioni.